# جمهوری خلق

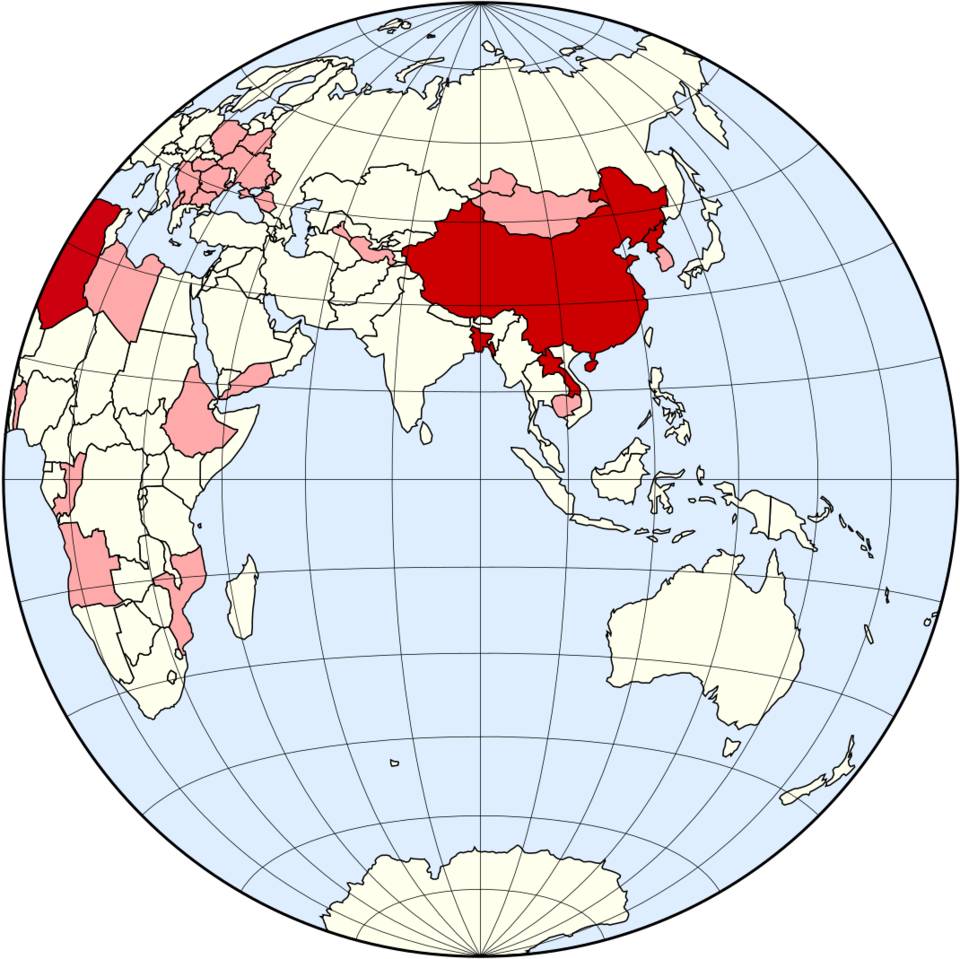
نقشه دولت‌های جمهوری مردم:
اکنون
پیشین

جمهوری خلق یا جمهوری مردم (به انگلیسی: People's republic) عنوانی است که توسط برخی کشورهای مستقل با قانون اساسی جمهوری به کار می‌رود. نخستین بار جنبش‌های عوام‌گرای سدهٔ نوزدهم میلادی مانند جنبش فولکیش در آلمان و نارودنیک در روسیه این عبارت را مورد استفاده قرار دادند. شماری از کشورهای خلق شده در دوران جنگ جهانی اول و پس از آن، که عمر کوتاهی داشتند، خود را جمهوری خلق می‌نامیدند. بسیاری از این کشورهای در قلمرو امپراتوری سابق روسیه قرار داشتند که بر اثر انقلاب روسیه در سال ۱۹۱۷ دچار فروپاشی شد. چند جمهوری خلق دیگر پس از پیروزی متفقین در جنگ جهانی دوم ایجاد شد. با این که به‌کارگیری عبارت جمهوری خلق به کشورهای دارای حکومت سوسیالیستی محدود نیست، ولی با این کشورها متناظر شده‌است. چند کشور جمهوری با نظام سیاسی لیبرال دموکراسی مانند بنگلادش و الجزایر، پس از جنگ استقلال، این عنوان را تصویب کردند.

## جمهوری‌های خلق مارکسیستی-لنینیستی
جمهوری‌های خلق مارکسیستی-لنینیستی پس از انقلاب روسیه تشکیل شدند. اوکراین در سال ۱۹۱۷ و سپس خانات خیوه و امارت بخارا در سال ۱۹۲۰ جمهوری خلق اعلام شدند. در سال ۱۹۲۱ تووا و در سال ۱۹۲۴ همسایه‌اش مغولستان جمهوری خلق شدند. پس از جنگ جهانی دوم، توسعهٔ نظریهٔ مارکسیستی-لنینیستی منجر به ظهور دموکراسی خلق شد. این مفهوم راهی به سوی سوسیالیسم از طریق دموکراسی چند طبقه ای و چندحزبی بود. کشورهایی که به این مرحله رسیده بودند، جمهوری خلق نامیده می‌شدند. دولت‌های اروپایی که در آن زمان جمهوری خلق شده بودند، شامل آلبانی، بلغارستان، چکسلواکی، مجارستان، لهستان، رومانی و یوگسلاوی بودند. در آسیا انقلاب کمونیستی چین منجر به تشکیل جمهوری خلق در این کشور شد. کرهٔ شمالی نیز مارکسیسم-لنینیسم را پذیرفت و جمهوری خلق شد.
بسیاری از این کشورها خود را حکومت سوسیالیستی نیز می‌خواندند. در دههٔ ۱۹۶۰ رومانی و یوگسلاوی به نشانهٔ توسعهٔ سیاسی، استفاده از واژهٔ خلق در نام رسمی خود را متوقف کردند و آن را با واژهٔ سوسیالیستی جایگزین کردند. چکسلواکی نیز در همین دهه عبارت سوسیالیستی را به نام رسمی خود افزود. آلبانی از سال ۱۹۷۶ تا ۱۹۹۱ از هر دو عبارت در نام خود بهره می‌برد. این کشورها در غرب معمولاً حکومت‌های کمونیستی نامیده می‌شوند. البته هیچ‌یک از این کشورها خود را چنین توصیف نمی‌کردند و کمونیسم را سطحی از توسعهٔ سیاسی می‌دانستند که هنوز به آن دست نیافته‌اند. احزاب کمونیست این کشورها عمدتاً در ائتلاف با احزاب دیگر بودند.
در دوران پس از استعمار، شماری از مستعمرات اروپایی سابق که به استقلال رسیده بودند و حکومت مارکسیستی-لنینیستی داشتند، نام خود را جمهوری خلق گذاشتند. این کشورها شامل آنگولا، اتیوپی، بنین، کنگو برازاویل، کامبوج، لائوس، موزامبیک و یمن جنوبی بودند. پس از انقلاب‌های ۱۹۸۹ جمهوری‌های خلق اروپای مرکزی و شرقی (آلبانی، بلغارستان، مجارستان و لهستان) و مغولستان عبارت خلق را که نشان دهندهٔ حکومت‌های کمونیستی سابق آنها بود، از نام رسمی خود زدودند. این کشورها جمهوری شدند و نظام سیاسی خود را به لیبرال دموکراسی تغییر دادند. در همین زمان، بیشتر مستعمرات اروپایی سابق نیز نام خود را تغییر دادند تا دور شدند خود از مارکسیسم-لنینیسم را نشان دهند.
کشورهایی که اکنون از جمهوری خلق در نام کامل خود استفاده می‌کنند:
- جمهوری خلق چین (تأسیس ۱۹۴۹)
- جمهوری دموکراتیک خلق لائوس (تأسیس ۱۹۷۵)

### نمونه‌های تاریخی
- جمهوری خلق آلبانی (۱۹۴۶–۱۹۷۶) و جمهوری سوسیالیست خلق آلبانی (۱۹۷۶–۱۹۹۲)
- جمهوری خلق آنگولا (۱۹۷۵–۱۹۹۲)
- جمهوری خلق بنین (۱۹۷۵–۱۹۹۰)
- جمهوری خلق بلغارستان (۱۹۴۶–۱۹۹۰)
- جمهوری خلق کنگو (۱۹۹۲–۱۹۶۹)
- جمهوری دموکراتیک خلق اتیوپی (۱۹۸۷–۱۹۹۱)
- جمهوری خلق مجارستان (۱۹۴۹–۱۹۸۹)
- جمهوری خلق کامبوج (۱۹۷۹–۱۹۸۹)
- جمهوری خلق کره (۱۹۴۵–۱۹۴۶)
- جمهوری خلق مغولستان (۱۹۲۴–۱۹۹۲)
- جمهوری خلق موزامبیک (۱۹۷۵–۱۹۹۰)
- جمهوری خلق لهستان (۱۹۵۲–۱۹۸۹)
- جمهوری خلق رومانی (۱۹۴۷–۱۹۶۵)
- جمهوری خلق تووا (۱۹۲۱–۱۹۴۴)
- جمهوری دموکراتیک خلق یمن (۱۹۶۷–۱۹۹۰)
- جمهوری فدرال خلق یوگسلاوی (۱۹۴۵–۱۹۶۳)
- جمهوری خلق شوروی خوارزم (۱۹۲۰–۱۹۲۵)
- جمهوری خلق شوروی بخارا (۱۹۲۰–۱۹۲۵)
- جمهوری خلق شوروی اوکراین (۱۹۱۷–۱۹۱۸)

## جمهوری‌های خلق غیر مارکسیستی-لنینیستی
برخی کشورها با ایده‌های سوسیالیستی تأسیس شدند، ولی لزوماً کمونیست نبودند.

### کنونی
- جمهوری دموکراتیک خلق الجزایر (تأسیس ۱۹۶۲)
- جمهوری خلق بنگلادش (تأسیس ۱۹۷۱)
- جمهوری دموکراتیک خلق کره (تأسیس ۱۹۴۸)

### تاریخی
- جمهوری خلق سوسیالیستی جماهیر عرب لیبی بزرگ (۱۹۷۷–۲۰۱۱)
- جمهوری خلق اوکراین (۱۹۱۷–۱۹۲۱)
- جمهوری خلق بلاروس (۱۹۱۸–۱۹۱۹)
- جمهوری خلق کریمه (۱۹۱۸–۱۹۱۹)
- جمهوری خلق زنگبار (۱۹۶۳–۱۹۶۴)